# تیغ‌پشت گوش‌دراز
تیغ‌پشت گوش‌دراز(نام علمی: Geogale aurita) نام یک گونه از تیره تیغ‌پشت است.